# Axylia dallolmoi
Axylia dallolmoi är en fjärilsart som beskrevs av Emilio Berio 1972. Axylia dallolmoi ingår i släktet Axylia och familjen nattflyn. Inga underarter finns listade i Catalogue of Life.